# Аподантовые
Аподантовые (лат. Apodanthaceae) — семейство цветковых растений, содержит 3 рода и около 23 видов. Согласно системе APG IV, семейство относится к порядку Тыквоцветные (Cucurbitales); в предыдущих системах порядок не был определён.

## Ареал
Встречаются в неотропике в Калифорнии и Флориде, а также в Иране, Юго-Западной Австралии и Восточной Африке.

## Ботаническое описание
Паразитические многолетние растения, лишённые хлорофилла. Паразитуют на стеблях и корнях других растений. Хозяевами видов рода Pilostyles являются растения семейства Бобовые (лат. Fabaceae): Dalea, Daviesia; Berlinianche также паразитует на бобовых (мимоза), а представители рода Apodanthes — на Casearia из семейства Ивовые (лат. Salicaceae).
Корни и устьица отсутствуют. Вторичный рост не характерен.
Растения двудомные или однодомные. Единственной видимой частью растения являются цветки, которые растут непосредственно на коре дерева-хозяина. Само растение представляет собой куполовидную структуру различных оттенков жёлтого и оранжевого, с чешуевидными прицветниками и цветками. Прицветники являются единственными листьями этих растений.
Одиночные мелкие цветки однополые, радиальносимметричные. Околоцветник состоит только из сочных чашелистиков от белового, кремового до красного цвета, лепестки же отсутствуют. В мужских цветках 20-100 тычинок срастаются с образованием центрального столбика. Опыление насекомыми (энтомофилия).
Плод — сочная ягода, содержащая множество мелких семян (0,29-0,56 мм в длину). Семена распространяются животными.

## Таксономическое положение
Исследования митохондриальной и ядерной ДНК уверенно относят семейство Аподантовые в порядок Тыквоцветные (лат. Cucurbitales). Кроме того, их объединяют также общие черты строения цветка.

## Таксономия
- Apodanthes Poit.[1]
  - Apodanthes caseariae Poit.
  - Apodanthes minarum Vattimo
  - Apodanthes panamensis Vattimo
  - Apodanthes surinamensis Pulle
  - Apodanthes tribracteata Rusby
- Berlinianche (Harms) Vattimo[2]
  - Berlinianche aethiopica (Welw.) Vattimo
  - Berlinianche holtzii (Engl.) Vattimo
- Pilostyles Guillemin.[3]
  - Pilostyles berteroi Guill.
  - Pilostyles blanchetii (Gardner) R. Br.
  - Pilostyles calliandrae (Gardner) R. Br.
  - Pilostyles caulotreti (H.Karst.) Hook.f.
  - Pilostyles ingae (H. Karst.) Hook. f.
  - Pilostyles mexicana (Brandegee) Rose
  - Pilostyles pringlei (S. Watson ex B.L. Rob.) Rose
  - Pilostyles sessilis Rose
  - Pilostyles stawiarskii Vattimo-Gil
  - Pilostyles thurberi A. Gray
  - Pilostyles ulei Solms